# Favio Pozo Zárate
Favio Alonzo Pozo Zárate (Jauja, 31 de julio de 1948-16 de abril de 2017), fue un educador, abogado y político peruano. Alcalde de la provincia de Abancay en 2 periodos. 

## Biografía
Favio Pozo hizo sus estudios primarios en la Escuela Primaria Chalhuanca; y los secundarios en el  Colegio Libertadores, en Chalhuanca.    Entre abril de 1967 y diciembre de 1970 estudia Educación en la Escuela Normal La Salle en Abancay. Estudió Derecho en la Universidad Tecnológica de Los Andes, entre 1982 y 1991.
Se inicia su  actuación política postulando como candidato a Regidor del Consejo Provincial de Abancay, siendo electo en el periodo 1983 - 1985. En las elecciones municipales de Perú de 1989 se presenta como candidato a la Alcaldía de la Municipalidad Provincial de Abancay, ganando la elección para el período 1990-1992. Vuelve a ser electo para el periodo 1999-2002, como tal asume el cargo de Vicepresidente Regional de la Región Inka.
Falleció el domingo 16 de abril de 2017 víctima de un accidente automovilístico en el distrito de Sañayca, en la provincia de Aymaraes, departamento de Apurímac. Tras su muerte, la Municipalidad Provincial de Abancay decretó dos días de duelo.